# Brachycentrus fuliginosus
Brachycentrus fuliginosus är en nattsländeart som beskrevs av Walker 1852. Brachycentrus fuliginosus ingår i släktet Brachycentrus och familjen bäcknattsländor. Inga underarter finns listade i Catalogue of Life.